# Дрвени топ
Дрвени топ је импровизовано оруђе. Користио се, углавном, у бунама и одбрани угрожених народа, када није било услова за изградњу металних топовских цеви. Ефикасност овог оруђа била је мала, јер се обично распрскивало при првом метку, али им је морално дејство било од значаја.

## Изглед
Дрвени топови су издубљени у трешњевом стаблу, ређе брестовом, дивљем бадему, крушковом, у ораху и липи, а оковани су гвозденим обручима.

## Препоричена литература
- Војна енциклопедија, Београд 1959, Главни уредник — генерал-потпуковник: Бошко Шиљеговић